# 接物镜

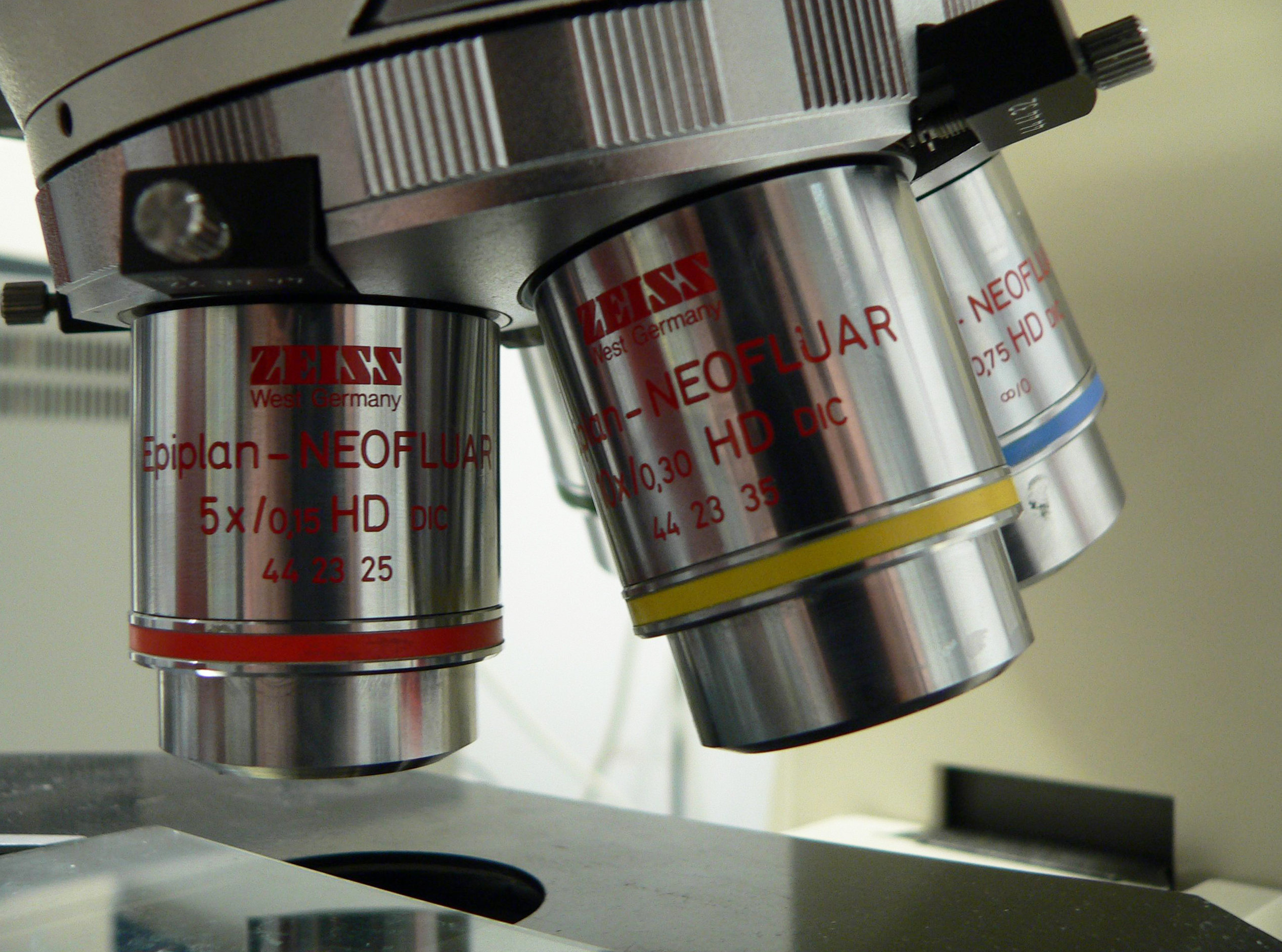
在一架顯微鏡上的幾個物鏡。

接物鏡，又稱物鏡、接物玻璃，是使用在顯微鏡、望遠鏡、照相機或其他的光學儀器前端，第一個接收到被觀測物體光線的透鏡或面鏡。
顯微鏡物鏡的典型設計是等焦距的，這意味著當你將樣品由一個物鏡換至另一個物鏡時，樣品的位置仍然會在新物鏡的焦點上。顯微鏡的物鏡有兩個參數，即放大率和數值孔徑。前者典型的範圍從5 X 至 100 X；後者從0.14至0.7，相當於焦距從40mm至2mm。對於更高倍數的應用，必須使用油浸物鏡。這種物鏡經過特別的設計，使用時必須浸沒在折射率匹配的油脂（一種折射率相符合的材料）內。
攝影用的變焦鏡有些也是等焦距，所以也能變更放大率而無須重新調整焦距。
望遠鏡的物鏡有各種不同的設計，請參考光學望遠鏡。